# C16orf92
C16orf92 (англ. Chromosome 16 open reading frame 92) – білок, який кодується однойменним геном, розташованим у людей на 16-й хромосомі. Довжина поліпептидного ланцюга білка становить 132 амінокислот, а молекулярна маса — 14 383.
| 10         |  | 20         |  | 30         |  | 40         |  | 50         |
| ---------- |  | ---------- |  | ---------- |  | ---------- |  | ---------- |
| MGAGVGVAGC |  | TRGHRNWVPS |  | QLPPREIKAG |  | VSLAVVTEFA |  | WVLAPRPKRA |
| TASALGTESP |  | RFLDRPDFFD |  | YPDSDQARLL |  | AVAQFIGEKP |  | IVFINSGSSP |
| GLFHHILVGL |  | LVVAFFFLLF |  | QFCTHINFQK |  | GA         |  |            |

A: Аланін

C: Цистеїн

D: Аспарагінова кислота

E: Глутамінова кислота

F: Фенілаланін

G: Гліцин

H: Гістидин

I: Ізолейцин

K: Лізин

L: Лейцин

M: Метіонін

N: Аспарагін

P: Пролін

Q: Глутамін

R: Аргінін

S: Серин

T: Треонін

V: Валін

W: Триптофан

Задіяний у такому біологічному процесі, як альтернативний сплайсинг. 
Локалізований у мембрані.